# بييت إسر
بييت إسر (بالهولندية: Piet Esser)‏ هو مصور هولندي، ولد في 9 مارس 1914 في بارن في هولندا، وتوفي في 19 نوفمبر 2004 في ليوواردن في هولندا.